# Décès en 1153
Décès
- 1149
- 1150
- 1151
- 1152
- 1153
- 1154
- 1155
- 1156
- 1157

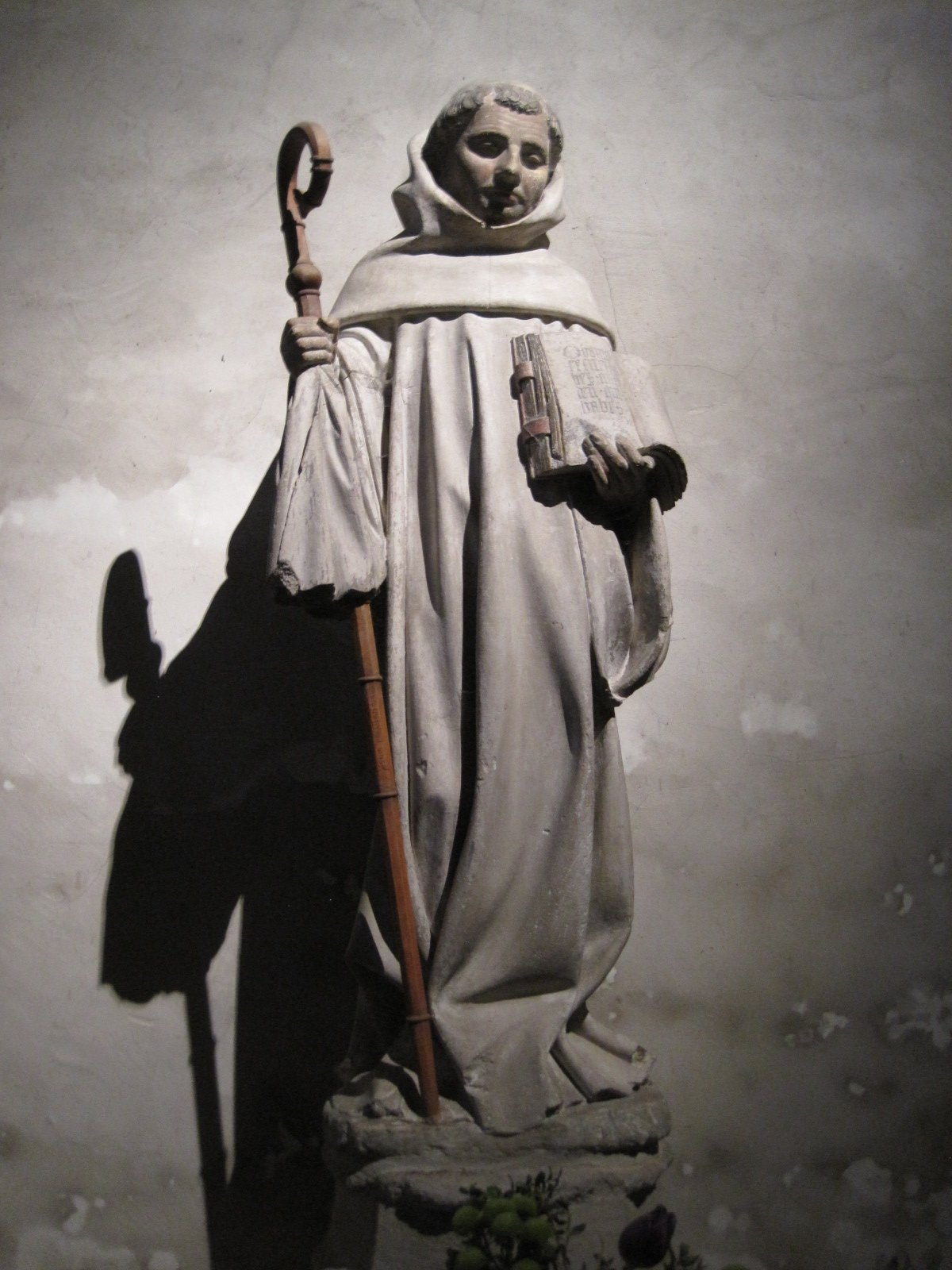
Statue de Bernard de Clairvaux, saint de l’Église catholique, mort en 1153.

Cette page dresse une liste de personnalités mortes au cours de l'année 1153 :
- 6 janvier : Macaire l'Écossais, moine bénédictin allemand d'origine irlandaise.
- 10 février : Taira no Tadamori, samouraï du clan Taira, père de Taira no Kiyomori et membre du Kebiishi (forces de police impériales).
- 24 mai : David Ier, prince de Cumbria puis roi d'Écosse.
- 12 juin : Roger de Beaumont (2e comte de Warwick).
- 29 juin : Olaf Ier de Man, roi de l'île de Man et des îles.
- juillet : Bernard de Rennes, cardinal français.
- 8 juillet : Eugène III, pape.
- août : Simon II de Senlis, comte de Northampton et de Huntingdon.
- 16 août : Bernard de Tramelay 4e Grand Maître des Templiers.
- 20 août : Bernard de Clairvaux (Saint Bernard), moine français, réformateur de la vie religieuse. La congrégation cistercienne compte alors 345 monastères.
- 14 octobre : Henri Murdac, abbé de Vauclair, abbé de Fountains puis archevêque d'York.
- Novembre : Shahrastani penseur et théologien musulman[1]. Il classe les philosophes dans des sectes extérieures à l’islam.
- novembre ou décembre : Philippe de Mahdia, amiral du royaume normand de Sicile.
- 16 décembre : Ranulph de Gernon, comte de Chester et vicomte d'Avranches et du Bessin.

- Gampopa, maître historique de la lignée Kagyüpa et plus particulièrement de la branche appelée « Karma-kagyu ». Disciple de Milarépa et initié au kadampa et au mahamudra, il est considéré comme le fondateur de la lignée-mère Dhagpo Kagyu, et l'ancêtre des « quatre grandes écoles » de la tradition kagyu du bouddhisme tibétain.
- Gregorio, cardinal.
- Heinrich Ier Felix von Harburg, archevêque et prince-électeur de Mayence et archichancelier du Saint-Empire romain germanique.
- Muhammad al-Shahrastani, philosophe musulman, perse, théologien.
- Pierre II de Béarn, vicomte de Béarn, de Gabardan et de Brulhois.
- Richard de Subligny, évêque d'Avranches.
- Theodwin, cardinal de Sainte-Ruffine.
- Vladimirko de Galicie, prince de Galicie.
- Piotr Włostowic, grand magnat très riche de Silésie, palatin et héros national de Pologne.

date incertaine (vers 1153)
- Anne Comnène, historienne byzantine.

## Crédit d'auteurs
- Cet article est partiellement ou en totalité issu de l'article intitulé « 1153 » (voir la liste des auteurs).